# Robert Caswell
Robert Caswell (13 luglio 1946 – 29 ottobre 2006) è stato uno sceneggiatore e produttore cinematografico australiano.

## Filmografia
Cinema
- Un grido nella notte (Evil Angels), regia di Fred Schepisi (1988)
- Un medico, un uomo (The Doctor), regia di Randa Haines (1991)
- Over the Hill, regia di George Trumbull Miller (1992) - anche produttore
- Sulle orme del vento, regia di Mikael Salomon (1993)